# ガラツィ県
| 県章 ガラツィ県の位置 |                     |
| 地域                  | 南東地域            |
| 歴史的な地域          | モルダヴィア        |
| 県都                  | ガラツィ            |
| 面積                  | 4,466km²            |
| 人口                  | 496,892人（2021年） |
| 人口密度              | 111人/km²           |
| ISO 3166-2            | RO-GL               |

ガラツィ県（ガラツィけん、Judeţul Galaţi）は、ルーマニア・モルダヴィア地方の県。県都はガラツィ。
人口は496,892人（2021年国勢調査）。民族構成はルーマニア人が413,494人、ロマ人が15,366人など。

## 地理
東はモルドバ、西はヴランチャ県、北はヴァスルイ県、南はブライラ県とトゥルチャ県に接する。
この県には低地の平原が広がっており、東のプルト川と西と南西のシレト川に挟まれている。この2つの川はどちらもドナウ川に注ぎ込み、南東でトゥルチャ県との境となっている。

## 経済
地方での人口の多数は農業に従事している。ドナウ川とシレト川沿いでは漁業も盛ん。ドナウ川の運河は大きな船でも航行可能で、ガラツィ市にはコンスタンツァに次いでルーマニア第2の港がある。ガラツィ市にはルーマニア第1の製鉄所（現在ミッタル・スチール傘下）や第2の造船所もある。

## 行政区画
県は2つの都市、2つの町、59の基礎自治体からなる。

### 主な都市
- ガラツィ（約30万人）
- テクチ（4万3千人）